# Roya Piraei
Roya Piraei   (nascida em 1997, no Irã) é uma ativista iraniana que trabalha trabalhou para internacionalizar os protestos após a morte de Mahsa Amini, mulher curda iraniana que foi presa e morta pela Patrulha de Orientação do Irã, em 2022.

## Protestos
Em 20 de setembro de 2022, a mãe de Roya Piraei, Minoo Majidi, de 62 anos, participou de uma manifestação contra o governo na cidade de Quermanxá, no Irã, no contexto dos protestos após a morte de Mahsa Amini, uma mulher iraniana de etnia curda, que foi presa e morta pela Patrulha de Orientação do Irã, em 2022. Durante o protesto, Minoo Majidi foi morta a tiros pelas forças de segurança, que dispararam 167 vezes contra ela. Após esses acontecimentos, uma foto de Roya Piraei, com a cabeça raspada, desafiando a câmera, com os cabelos nas mãos, ao lado do túmulo da mãe, viralizou. Depois destes feitos viu-se obrigada a fugir do Irã e exilar-se na França. Desde então realizou várias ações em busca de apoio internacional, como uma reunião com o presidente francês Emmanuel Macron e uma entrevista de Angelina Jolie para a revista Time.

## Reconhecimento
Em 2022, Roya Piraei foi incluída na lista das 100 mulheres mais inspiradoras do mundo, da BBC.